# Restrepo (ort i Valle del Cauca, lat 3,82, long -76,52)
Restrepo är en ort i Colombia.   Den ligger i departementet Valle del Cauca, i den västra delen av landet, 280 km väster om huvudstaden Bogotá. Restrepo ligger 1 406 meter över havet och antalet invånare är 9 545.
Terrängen runt Restrepo är kuperad. Runt Restrepo är det ganska tätbefolkat, med 90 invånare per kvadratkilometer. Restrepo är det största samhället i trakten. Omgivningarna runt Restrepo är en mosaik av jordbruksmark och naturlig växtlighet.